# Гибсон (Арканзас)
Гибсон (англ. Gibson, Arkansas) — статистически обособленная местность, расположенная в округе Пьюласки (штат Арканзас, США) с населением в 4678 человек по статистическим данным переписи 2000 года.

## География
По данным Бюро переписи населения США статистически обособленная местность Гибсон имеет общую площадь в 21,24 квадратных километров, водных ресурсов в черте населённого пункта не имеется.
Статистически обособленная местность Гибсон расположена на высоте 80 метров над уровнем моря.

## Демография
По данным переписи населения 2000 года в Гибсоне проживало 4678 человек, 1402 семьи, насчитывалось 1686 домашних хозяйств и 1745 жилых домов. Средняя плотность населения составляла около 218,6 человек на один квадратный километр. Расовый состав Гибсона по данным переписи распределился следующим образом: 86,21 % белых, 8,89 % — чёрных или афроамериканцев, 0,88 % — коренных американцев, 0,58 % — азиатов, 0,02 % — выходцев с тихоокеанских островов, 2,27 % — представителей смешанных рас, 1,15 % — других народностей. Испаноговорящие составили 2,63 % от всех жителей статистически обособленной местности.
Из 1686 домашних хозяйств в 39,4 % — воспитывали детей в возрасте до 18 лет, 67,8 % представляли собой совместно проживающие супружеские пары, в 12,2 % семей женщины проживали без мужей, 16,8 % не имели семей. 13 % от общего числа семей на момент переписи жили самостоятельно, при этом 3,9 % составили одинокие пожилые люди в возрасте 65 лет и старше. Средний размер домашнего хозяйства составил 2,77 человек, а средний размер семьи — 3,03 человек.
Население статистически обособленной местности по возрастному диапазону по данным переписи 2000 года распределилось следующим образом: 27,2 % — жители младше 18 лет, 8,7 % — между 18 и 24 годами, 30,5 % — от 25 до 44 лет, 26,1 % — от 45 до 64 лет и 7,5 % — в возрасте 65 лет и старше. Средний возраст жителей составил 35 лет. На каждые 100 женщин в Гибсоне приходилось 97,6 мужчин, при этом на каждые сто женщин 18 лет и старше приходилось 95,5 мужчин также старше 18 лет.
Средний доход на одно домашнее хозяйство в статистически обособленной местности составил 46 705 долларов США, а средний доход на одну семью — 51 250 долларов. При этом мужчины имели средний доход в 32 935 долларов США в год против 25 291 доллар среднегодового дохода у женщин. Доход на душу населения в статистически обособленной местности составил 17 919 долларов в год. 4,7 % от всего числа семей в округе и 4,9 % от всей численности населения находилось на момент переписи населения за чертой бедности, при этом 3,5 % из них были моложе 18 лет и 8,3 % — в возрасте 65 лет и старше.